# Parker (sonde spatiale)
Pour les articles homonymes, voir Parker.
La sonde solaire Parker (en anglais : Parker Solar Probe) ou PSP, antérieurement NASA Solar Probe puis Solar Probe Plus (SPP), est un observatoire solaire spatial développé par l'agence spatiale américaine, la NASA, dont le lancement a eu lieu le 12 août 2018. Son objectif est d'étudier la couronne solaire, plus précisément de découvrir ce qui chauffe la couronne solaire. La couronne solaire est la partie extérieure de l'atmosphère du Soleil qui s'étend jusqu'à plusieurs millions de kilomètres de l'astre. L'échauffement de la couronne solaire et l'accélération du vent solaire qui en émane sont deux phénomènes découverts au milieu du XXe siècle qui résultent de processus aujourd'hui mal compris. Pour résoudre ces énigmes, Parker Solar Probe va étudier la région inexplorée de l'espace située à moins de 0,3 unité astronomique (UA) du Soleil. Durant la phase de recueil des données qui doit durer de 2018 à 2025, l'observatoire solaire circule sur une orbite de faible inclinaison orbitale dont l'aphélie se situe au niveau de l'orbite de Vénus. L'assistance gravitationnelle de cette planète est utilisée pour réduire progressivement le périhélie. L'observatoire spatial doit effectuer 24 passages à moins de 0,17 UA dont trois à moins de 0,045 UA (9,68 rayons solaires).
D'une masse de 685 kg au lancement, l'observatoire est protégé du flux thermique intense par un épais bouclier. Parker Solar Probe emporte quatre batteries d'instruments scientifiques, représentant une masse totale d'environ 50 kg, développés principalement par des laboratoires américains. Ces instruments vont mesurer les champs électrique et magnétique, caractériser les particules énergétiques, étudier les ondes radio et de plasma et effectuer des prises de vue de la couronne solaire. La mission, qui fait partie du programme Living With a Star de la NASA, a un coût total évalué à environ 1,5 milliard de dollars américains. La construction de l'observatoire solaire est réalisée par le laboratoire de physique appliquée de l'Université Johns-Hopkins.

## Contexte
La couronne solaire constitue la partie externe de l'atmosphère du Soleil. Elle présente deux caractéristiques remarquables :
- sa température atteint un million de degrés soit plus de cent fois celle de la surface du Soleil (maximum 6 000 °C) ;
- elle est à l'origine du vent solaire flux d'ions et d'électrons expulsés à grande vitesse qui bombarde les planètes du système solaire et qui peut perturber certaines activités sur Terre malgré la protection du champ magnétique terrestre.

Au cours des dernières décennies, les scientifiques ont considérablement approfondi leur connaissance du vent solaire et du Soleil grâce aux observations réalisées à distance depuis la Terre ou à l'aide d'instruments embarqués à bord de satellites scientifiques. Deux découvertes majeures ont été effectuées dans l'étude du Soleil et de son influence sur le système solaire : les caractéristiques de la couronne solaire plusieurs centaines de fois plus chaudes que la surface du Soleil au cours de la décennie 1940, et le vent solaire au début des années 1960. Mais les observations effectuées à distance depuis la Terre ou par des satellites situés en orbite ou aux points de Lagrange n'ont pas jusqu'à présent permis d'élucider les mécanismes à l’origine de l'échauffement et de l'accélération du vent solaire, qui restent largement inexpliqués.

## Historique du projet

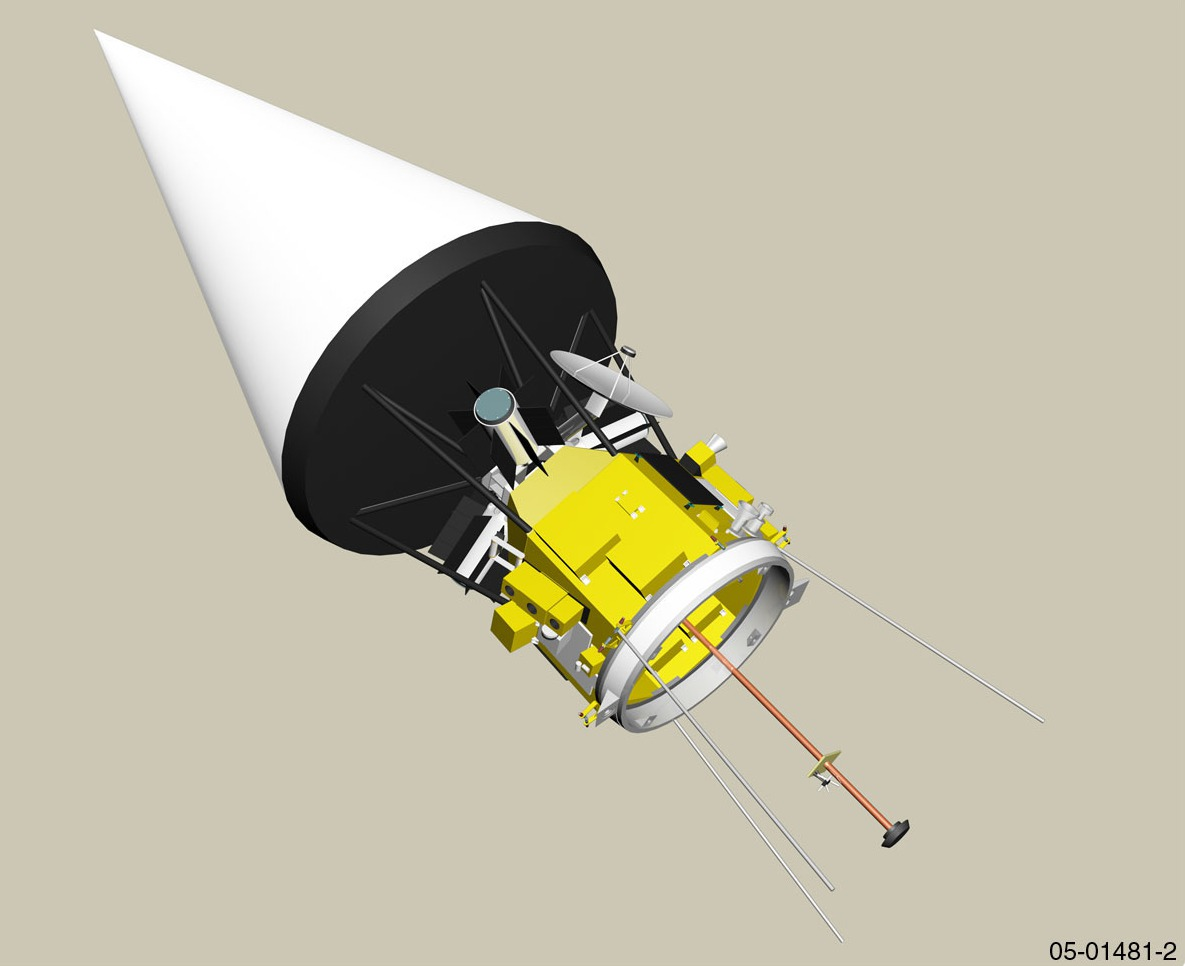
Le projet Solar Probe de 2005, non retenu, nécessitait un énorme bouclier thermique cônique, pour survivre au passage à 4 rayons solaires de notre étoile (vue d'artiste).

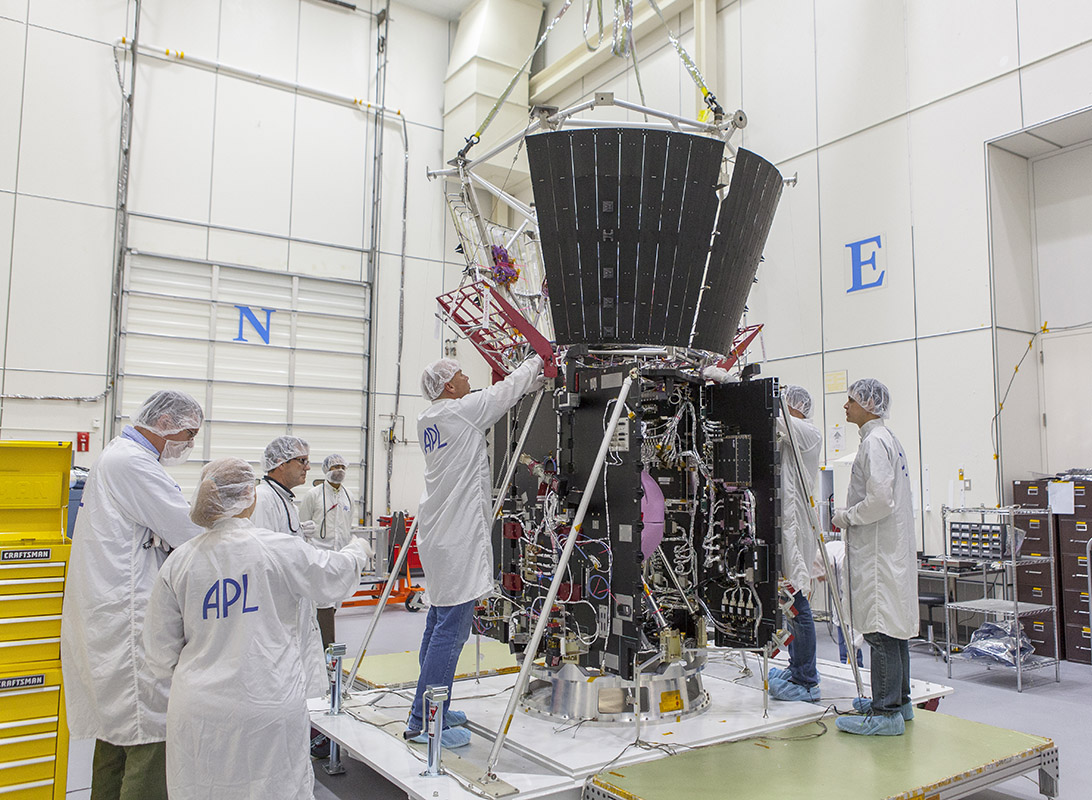
Assemblage de Parker Solar Probe au Applied Physics Laboratory.

### Un objectif scientifique identifié depuis le début de l'ère spatiale
Dès le début de l'ère spatiale (1958), le bureau des études spatiales du National Research Council (NRC) américain recommande le lancement d'une mission spatiale dont l'objectif est d'observer ces phénomènes in situ en effectuant des mesures des particules et des champs dans les régions situées entre le Soleil et l'orbite de la planète Mercure. Durant cinq décennies, cette mission figure dans les objectifs scientifiques de la NASA. Le projet est classé comme prioritaire dans le rapport décennal de 2003 de la NRC consacré aux études du Soleil et de la physique spatiale puis dans celui de 2013.

### Premières études
Plusieurs projets de mission d'exploration in situ des régions proches du Soleil sont étudiés par la NASA comme par l'Agence spatiale européenne dès le début de l'ère spatiale. Ce sont d'abord dans les années 1980 et 1990 des projets consistant à envoyer une sonde spatiale plonger au cœur du Soleil. Au début des années 2000, le projet Telemachus resté sans suite est proposé à la NASA et à l'ESA. La mission prévoit un survol des pôles du Soleil à moins de 0,2 unité astronomique en utilisant l'assistance gravitationnelle de la Terre et des planètes Vénus et Jupiter. L'observatoire solaire, qui est équipé de panneaux solaires, parcourt son orbite de 0,2 × 2,5 unités astronomiques en 1,5 an. Il dispose d'instruments permettant d'une part de prendre des images de la couronne solaire interne mais également de la photosphère (surface du Soleil), d'autre part d'instruments de mesure in situ des champs et des particules,.

### Le projetSolar Probede 2005
Au début des années 2000, à la suite de la mise en chantier de New Horizons, les régions proches du Soleil sont les dernières parties du Système solaire qui ne sont pas explorées par des sondes spatiales de l'agence spatiale américaine. La NASA, en réponse à la priorité forte accordée par le rapport décennal de 2003 du NRC, effectue en 2004-2005 une étude de faisabilité d'un observatoire spatial solaire. Le projet, baptisé Solar Probe, prévoit le recours à l'assistance gravitationnelle de Jupiter pour modifier fortement l'inclinaison orbitale de l'observatoire spatial par rapport au plan de l'écliptique et placer sur une orbite polaire dont le périhélie passe au niveau du pôle du Soleil à une distance inférieure à 4 rayons solaires. Du fait de la période de l'orbite (plus de 4 ans avec un aphélie à proximité de Jupiter), la mission ne permet que deux survols. Le recours à des générateurs thermoélectriques à radioisotope (RTG) est rendu nécessaire par l'orbite dont l'aphélie se situe loin du Soleil,. Bien que jugé techniquement réalisable, le projet n'est pas sélectionné car son coût évalué à 1 100 millions de dollars US n'entre pas dans l'enveloppe financière disponible.

### Sélection de la missionSolar Probe Plus
La NASA décide d'effectuer une nouvelle étude avec une double contrainte : produire l'énergie sans avoir recours aux RTG et limiter le coût de développement à 750 millions de dollars. Les caractéristiques de la nouvelle proposition de mission, baptisée Solar Probe Plus (ou Solar Probe+), sont figées en 2008. Pour respecter les contraintes énoncées par la NASA, les concepteurs de la mission optent pour une orbite avec une inclinaison orbitale proche du plan de l'écliptique qui ne nécessite plus un survol de la planète Jupiter mais utilise à plusieurs reprises l'assistance gravitationnelle de Vénus. La distance au périhélie est relevée de 4 à 10 rayons solaires ce qui permet d'alléger les contraintes thermiques. La nouvelle architecture remplit les principaux objectifs scientifiques tout en allongeant le temps d'observation à proximité du Soleil (2 100 heures au lieu de 160 heures) grâce à un nombre d'orbites plus élevé (24) tout en permettant une meilleure fréquence de mesures grâce à la vitesse réduite au périhélie (195 km/s au lieu de 308 km/s). La faible inclinaison orbitale ne permet plus d'effectuer des observations in situ des régions polaires du Soleil mais cet objectif scientifique important est en grande partie pris en charge par la mission Solar Orbiter de l'Agence spatiale européenne lancé à la même époque. La mission de Parker Solar Probe est de s'approcher de la couronne solaire pour effectuer des mesures in situ des phénomènes à l’œuvre. Au périhélie de son orbite, l'observatoire solaire doit pouvoir résister à une température de 1 400 K (1 127 °C) créée par un flux solaire 500 fois plus intense que celui ressenti au niveau de l'orbite de la Terre.

### Conception et fabrication de la sonde spatiale
En 2008, la NASA dégage le budget nécessaire pour le développement de la mission. Le projet est affecté au centre spatial Goddard qui, à travers son programme Living With a Star, mène des missions d'étude de l'influence du Soleil sur la Terre. L'agence spatiale américaine confie au laboratoire de physique appliquée de l’Université Johns-Hopkins la conception technique et le développement du satellite. Fin 2009, celui-ci remet les conclusions d'une étude préliminaire sur les technologies nouvelles nécessaires pour permettre la survie de l'observatoire spatial à proximité du Soleil (bouclier thermique, panneaux solaires et circuit de refroidissement). La phase B se conclut en mars 2014 après une revue préliminaire de conception menée par la NASA deux mois plus tôt. Le lancement de la mission en orbite est alors programmé en août 2018. En mai 2017, la NASA décide de rebaptiser l'observatoire solaire Parker Solar Probe en l'honneur du physicien Eugene Parker  qui a émis l'hypothèse en 1958 qu'un flux de particules énergétiques était émis en permanence par les étoiles. Mesuré par la suite par les missions spatiales, le phénomène a été baptisé vent solaire. Début 2017, le coût de développement était évalué à 1 050 millions et celui des études préliminaires, du lancement et de gestion opérationnelle à 530 millions de dollars américains.

### Comparaison avec la proposition de 2005 et la mission européenne Solar Orbiter
Les caractéristiques de Parker Solar Probe ont évolué de manière importante entre la première esquisse de 2005 et la version développée. Le tableau ci-dessous récapitule les principales différences entre ces deux versions ainsi que les caractéristiques de la sonde spatiale européenne Solar Orbiter, qui remplit une mission similaire et dont le lancement est prévu en 2019.
| Caractéristique                                          | Solar Orbiter (ESA)          | Parker Solar Probe (NASA) | Solar Probe (NASA) étude de 2005 |
| -------------------------------------------------------- | ---------------------------- | ------------------------- | -------------------------------- |
| Date lancement                                           | février 2020                 | août 2018                 | 2014                             |
| Début phase scientifique                                 | décembre 2021                | fin 2018                  | 2018                             |
| Fin phase scientifique                                   | avril 2027                   | 2025                      | 2023                             |
| Nombre orbites avec périhélie < 0,3 UA                   | 14                           | 24                        | 2                                |
| Inclinaison orbitale                                     | entre 15 et 34°              | 3,4°                      | 90°                              |
| Distance minimale au Soleil                              | 0,25 UA (55 rayons solaires) | 9,86 rayons solaires      | 3 rayons solaires                |
| Flux thermique au périhélie, par rapport à la Terre      | 20 fois (520 °C)             | 510 fois                  | 3 000 fois (21 mégawatts)        |
| Suites instrumentales                                    | 10 (180 kg)                  | 4 (47 kg)                 | 11 instruments (45,7 kg)         |
| Masse au lancement                                       | 1 666 kg                     | 685 kg                    | 856 kg                           |
| Vitesse au lancement au-delà de la vitesse de libération | 3,66 km/s                    | 12,4 km/s                 | 11,2 km/s                        |

## Objectifs scientifiques
Les objectifs de la mission sont de :
- déterminer la structure et l'évolution des champs magnétiques à l'origine à la fois des particules lentes et rapides du vent solaire ;
- tracer les flux d'énergie qui réchauffent la couronne solaire et accélèrent les particules du vent solaire ;
- déterminer les processus à l'origine de l'accélération et du transport des particules énergétiques ;
- étudier le phénomène du « plasma poussiéreux » aux abords du Soleil et son influence sur le vent solaire et la formation des particules énergétiques.

## Déroulement de la mission

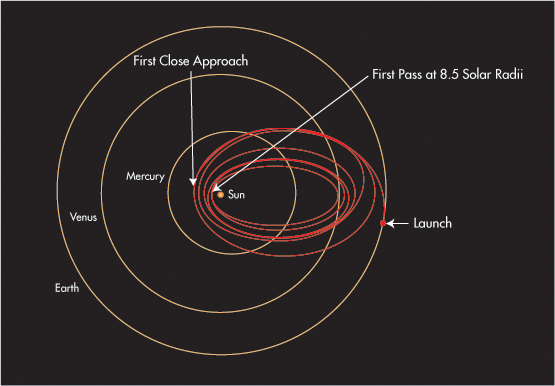
Trajectoire de l'observatoire solaire Parker.

### Lancement
Les concepteurs de la mission Parker Solar Probe ont décidé de placer directement l'observatoire solaire sur une orbite dont le périhélie est très proche du Soleil permettant d'initier très tôt la phase scientifique de la mission. Ce choix, rendu possible par la relative légèreté de l'observatoire solaire, nécessite un lanceur d'une puissance exceptionnelle. L'énergie caractéristique ({\displaystyle C_{3}\,\!}) nécessaire est de 154 km2 s−2 c'est-à-dire que la vitesse fournie par le lanceur doit excéder de 12,4 km/s la vitesse de libération permettant d'échapper à l'attraction de la Terre (environ 11 km/s). Pour y parvenir, l'observatoire solaire devait être lancé initialement par la version lourde de la fusée Atlas V (551) surmontée d'un étage à propergol solide Star 48GXV développé spécifiquement à la demande de la NASA avec une puissance accrue de 50 % par rapport au Star 48B disponible. Le nouveau moteur a été testé avec succès début 2014 mais pour réduire les risques son développement a été abandonné en juillet 2014 et l'Atlas V 551 a été remplacée par une Delta IV Heavy plus puissante (capable de placer près de 23 tonnes en orbite basse), surmontée d'un étage RL10B-2 éprouvé. La fenêtre de tir, permettant la réalisation des objectifs assignés à la mission en 7 ans, allait du 31 juillet au 18 août 2018. Le lancement a lieu le 12 août 2018 et Eugene Parker assiste au lancement.

### Injection sur l'orbite opérationnelle
Six semaines après son lancement, Parker Solar Probe survole Vénus et utilise l'assistance gravitationnelle de la planète pour réduire le périhélie de son orbite. Il effectue une première incursion dans les régions proches du Soleil en passant vers la fin de l'année 2018 à 0,163 Unité Astronomique (36 rayons solaires) de sa surface. Au cours des années suivantes, l'observatoire solaire Parker utilise à 7 reprises l'assistance gravitationnelle de Vénus pour modifier son orbite héliocentrique : son aphélie passe de 1 UA à 0,8 UA tandis que le périhélie passe de 0,163 à 0,044 UA (9,86 rayons solaires). Les trois derniers passages réalisés vers 2023/2024 sont ceux qui sont effectués à la plus courte distance du Soleil. La période orbitale est ramenée de 168 jours à 88 jours. La durée du séjour à moins de 0,3 UA se stabilise rapidement à environ 100-110 heures à chaque orbite,,.

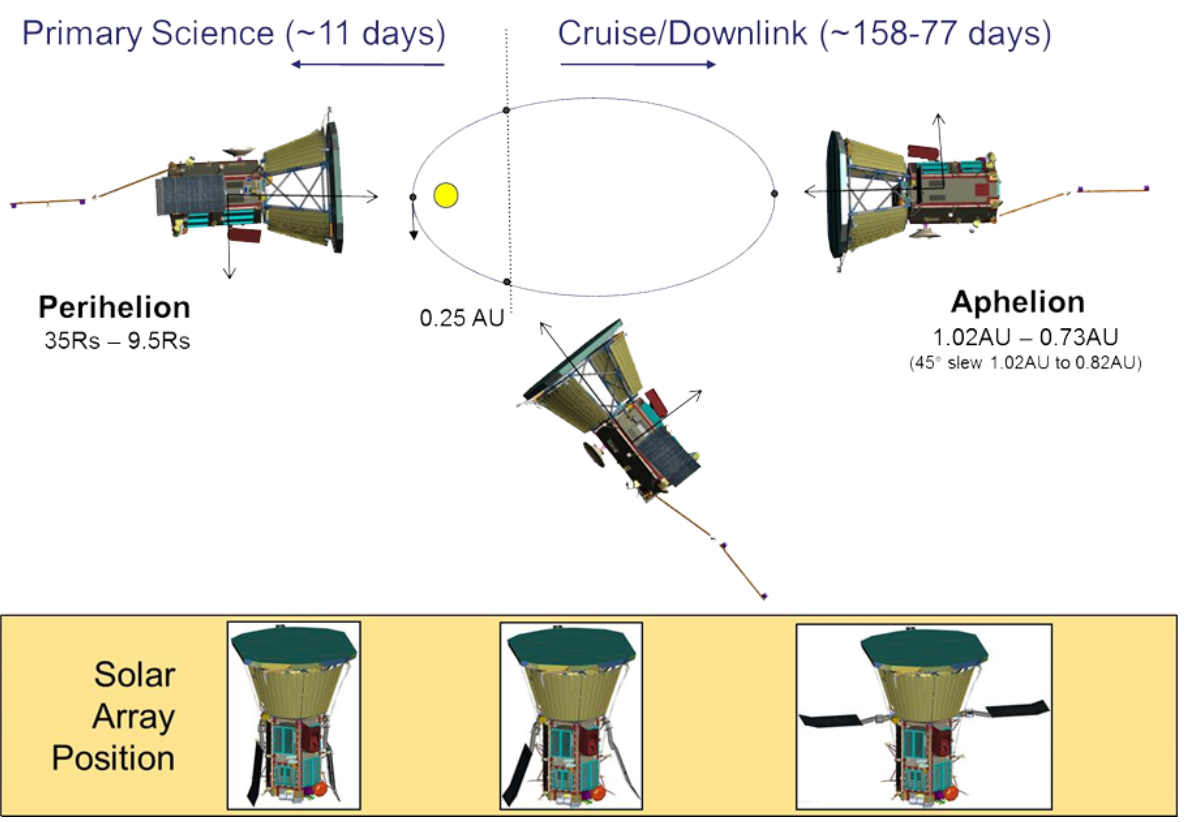
Les phases de l'orbite de travail et configurations des panneaux solaires.

### Séquence des observations
Les opérations effectuées durant la mission se déroulent selon une séquence qui se répète à chaque orbite. Le survol du Soleil et les passages au-dessus de Vénus sont à l'origine de diverses contraintes. Durant une phase de 20 jours centrée sur le passage au plus près du Soleil, l'observatoire solaire entre dans une phase de recueil de données scientifiques intense. Lorsque le satellite ne se trouve plus qu'à 0,25 UA du Soleil, les panneaux solaires sont rétractés derrière le bouclier thermique et seuls leurs extrémités (panneaux secondaires) continuent d'être illuminés et fournissent de l'énergie. Les données scientifiques recueillies sont stockées dans la mémoire de masse. Les liaisons radio avec la Terre se limitent à l'envoi de télémesures vers les stations terrestres et la réception de commandes. Ces liaisons utilisent les antennes à faible gain et sont émises en bande X. Aucune manœuvre n'est effectuée avec le système propulsif durant cette phase pour éviter toute erreur de pointage du bouclier et simplifier le système de contrôle d'attitude. Lorsque l'observatoire solaire, après son survol du Soleil, est à plus de 0,25 UA, les panneaux solaires sont redéployés. À 0,59 UA, l'antenne parabolique grand gain, qui avait été repliée à l'ombre du bouclier thermique, est déployée à son tour et est utilisée pour diffuser les données scientifiques en bande Ka. Si nécessaire le satellite roule sur son axe tout en maintenant le bouclier tourné vers le Soleil pour permettre le pointage de l'antenne grand gain vers la Terre. Les données diffusées sont collectées par le réseau d'antennes paraboliques de 34 mètres du réseau Deep Space Network dans le cadre de sessions de communications d'une durée d'environ 10 heures par jour. Les survols de Vénus entrainent des activités spécifiques 30 jours avant le survol de la planète et 10 jours après celui-ci. Chaque survol est précédé par une ou deux corrections de trajectoire (TCM) à l'aide du système propulsif.

## Caractéristiques techniques

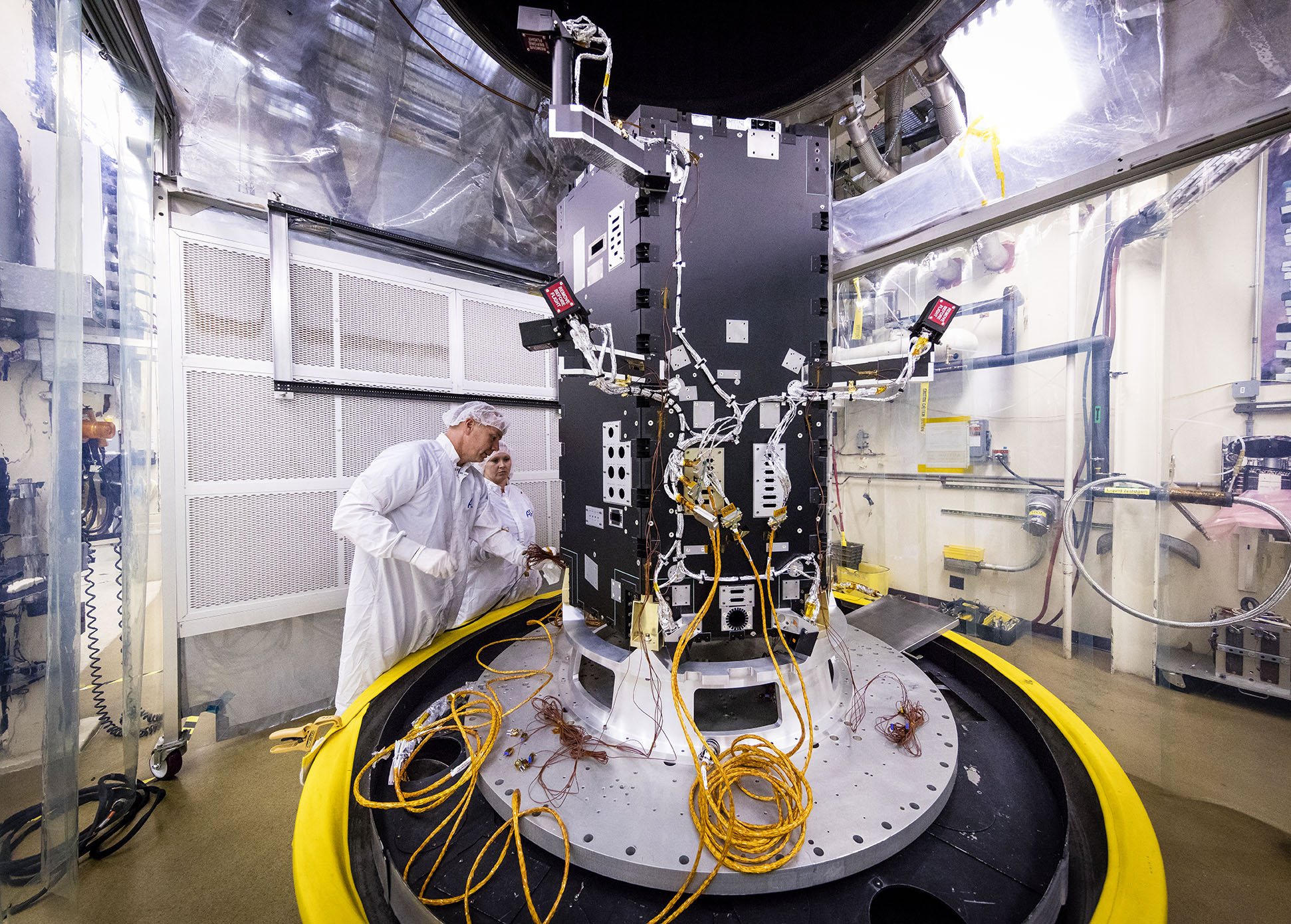
La structure centrale et le système de propulsion subissent des tests thermiques.

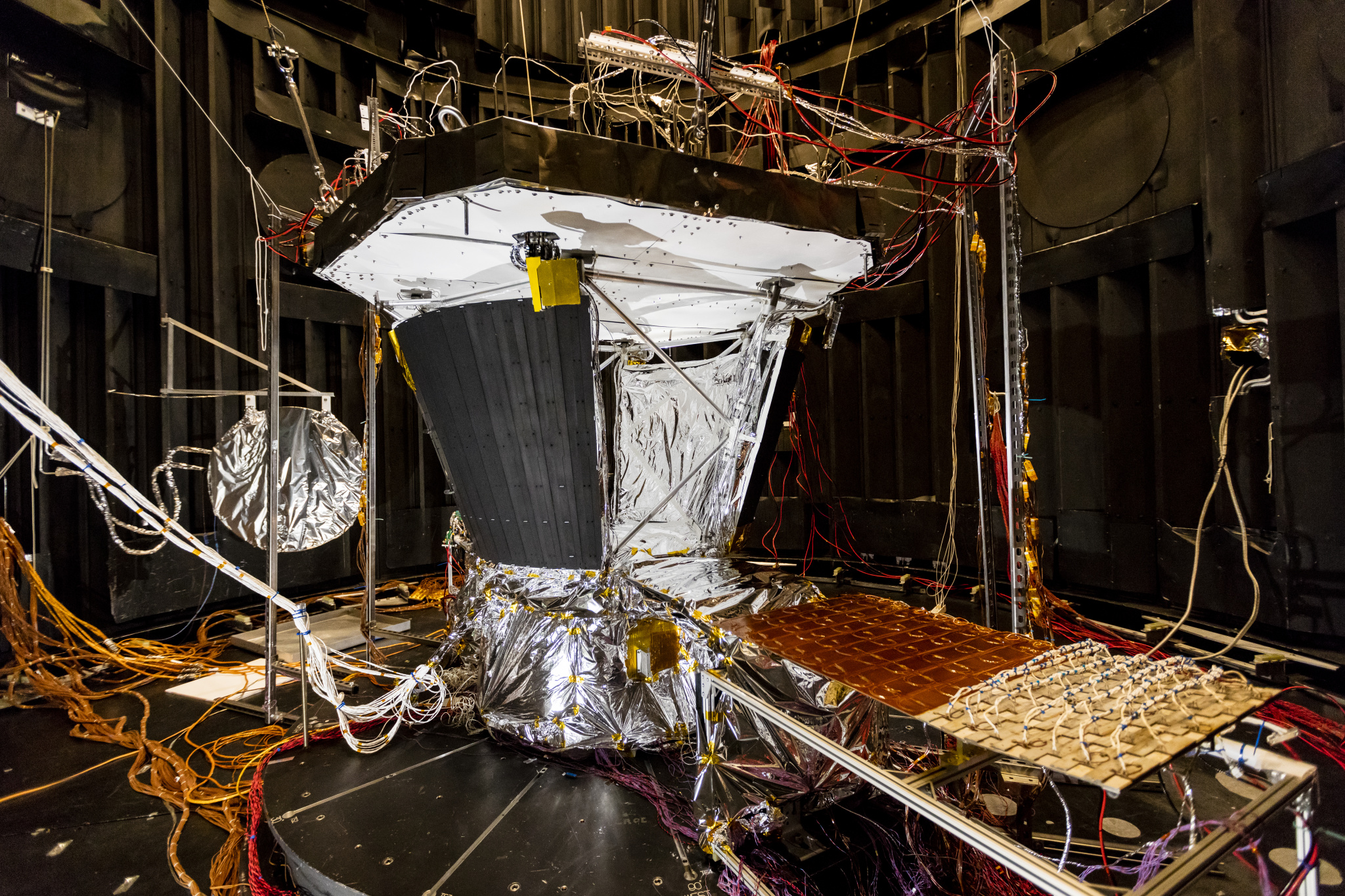
Tests thermiques du système de refroidissement des panneaux solaires. Le bouclier thermique est situé dans la partie supérieure de la photo.

Parker Solar Probe est un engin compact d'une masse de 685 kg bâti autour d'une plateforme à 6 faces d'un mètre de diamètre comportant dans son centre le réservoir d'ergols. Un bouclier thermique de 2,3 mètres de diamètre est fixé par l'intermédiaire de 6 poutrelles au corps central. L'ensemble a une hauteur de 3 mètres et un diamètre de 2,3 mètres sous la coiffe du lanceur avant déploiement des panneaux solaires, des antennes et du mât supportant les capteurs de certains instruments. L'observatoire spatial est stabilisé sur 3 axes et maintient en permanence son bouclier thermique orienté vers le Soleil.

### Bouclier thermique
L'observatoire solaire est protégé du Soleil par un bouclier thermique (TPS pour Thermal Protection System). Celui-ci doit intercepter pratiquement entièrement le flux thermique émanant du Soleil qui, lorsque l'observatoire solaire se trouve au plus près du Soleil (9,86 rayons solaires), est 475 fois plus élevé que celui reçu au niveau de l'orbite terrestre. Il maintient les équipements et les instruments à une température d'environ 30 °C alors que la face exposée au Soleil est portée à 1 400 °C. Le bouclier thermique a été conçu pour résister à une température maximale de 1 650 °C. Le bouclier thermique, d'une épaisseur de 11,5 cm et d'un diamètre de 2,3 mètres, est constitué par de la mousse de carbone enveloppée dans du composite carbone-carbone recouvert côté Soleil d'une couche d'alumine. Des échancrures sont ménagées pour accueillir 4 des 7 détecteurs de limbe solaire. Les rebords du bouclier qui surplombent l'emplacement des panneaux solaires ont un profil en lame de couteau pour garantir une pénombre uniforme sur la surface des cellules solaires.

### Énergie électrique
L'énergie électrique est fournie par des panneaux solaires d'une superficie totale de 1,55 m2 qui doivent pouvoir continuer à fonctionner à proximité du Soleil alors que l'exposition aux rayons solaires fait monter la température à plus de 1 643 K (1 370 °C). Pour résister à ces températures, les deux ensembles de panneaux solaires sont en partie repliés dans l'ombre du bouclier à proximité du Soleil. Chacun des deux ensembles est constitué d'un panneau solaire primaire (72 cm × 65 cm) complètement à l'ombre au plus près du Soleil et d'un panneau secondaire (27 cm × 65 cm) à son extrémité qui est le seul à être exposé au périhélie. Pour optimiser l'incidence du rayonnement lumineux lorsque les panneaux solaires sont repliés, le panneau secondaire fait un angle d'une dizaine de degrés par rapport au panneau primaire. Un circuit de refroidissement utilisant de l'eau sous pression est capable de dissiper 6000 watts de chaleur au périhélie et maintient ainsi les cellules solaires à une température inférieure à 433 K (160 °C). Ce système de régulation thermique utilise 4 radiateurs (superficie totale de 4 m2) fixés sur les poutrelles supportant le bouclier thermique. Chaque radiateur est constitué de tubes en titane dans lesquels circule l'eau et d'ailettes en aluminium chargées de dissiper la chaleur. Le circuit est également mis à contribution à l'aphélie pour maintenir une température suffisamment élevée. Lorsque le satellite est au plus près du Soleil, son orientation devient cruciale car un pointage erroné de 1o entraine une augmentation de 35 % de la chaleur à dissiper. Les panneaux solaires fournissent 340 watts lorsque la sonde est au plus près du Soleil. Le satellite dispose d'une petite batterie lithium-ion d'une capacité de 25 ampères-heures pour stocker l'énergie,.

### Contrôle d'attitude et correction de trajectoire
Parker Solar Probe est stabilisé 3 axes avec son bouclier thermique tourné en permanence face au Soleil. Le système de guidage et de contrôle maintient l'orientation du satellite tout en s'assurant que les instruments scientifiques sont pointés dans une direction conforme aux attentes. Il contrôle également le déploiement de l'antenne parabolique grand gain et celui des panneaux solaires. Pour déterminer l'orientation de l'observatoire spatial, il s'appuie sur deux viseurs d'étoiles fixés sur le pont inférieur de la plateforme, 7 capteurs de limbe solaire montés à la périphérie de la plateforme qui sont chargés d'alerter le système de contrôle si le bouclier thermique n'est plus pointé de manière précise vers le Soleil et deux capteurs solaires digitaux montés sur la face opposée au sens de déplacement qui jouent le même rôle lorsque l'engin spatial se situe à plus de 0,7 UA du Soleil. Deux centrales à inertie redondantes fournissent des informations sur les mouvements de rotation. L'orientation est maintenue à l'aide de 4 roues de réaction et si nécessaire le système de propulsion. L'avionique est conçue de manière que les capteurs et les actionneurs chargés de contrôler l'orientation soient toujours opérationnels même lorsque l'engin spatial doit se placer en mode survie. À cet effet, le système de contrôle dispose de deux ordinateurs embarqués redondants, eux-mêmes équipés de trois processeurs redondants. L'observatoire solaire comporte 12 petits propulseurs qui brulent de l'hydrazine sans système de pressurisation des ergols. Il emporte 55 kg d'hydrazine qui lui permettent de modifier sa vitesse de 170 m/s sur la totalité de la mission. Le système propulsif est utilisé pour les corrections de trajectoire et pour désaturer les roues de réaction.

### Télécommunications
Les télécommunications sont assurées en bande X et Ka à l'aide d'une antenne parabolique à grand gain et de plusieurs antennes faible gain. Les transmissions de données scientifiques n'ont lieu que lorsque l'observatoire solaire est au moins à 0,25 unités astronomiques du Soleil. Les commandes transmises depuis la Terre et les données télémétriques envoyées par la sonde sont en revanche transmises en permanence par l'intermédiaire de deux antennes faible gain. Solar Probe+ dispose de deux enregistreurs à semi-conducteurs redondants d'une capacité de 256 gigabits,.

Schéma de l'observatoire spatial
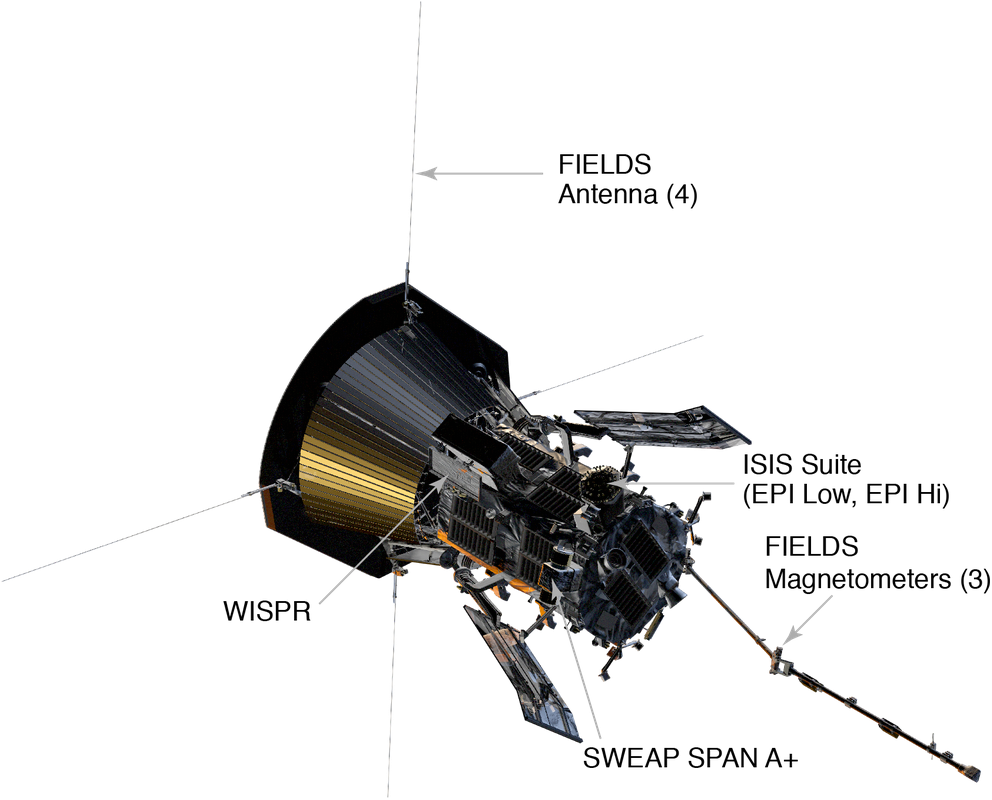
Face située dans la direction de déplacement du satellite.
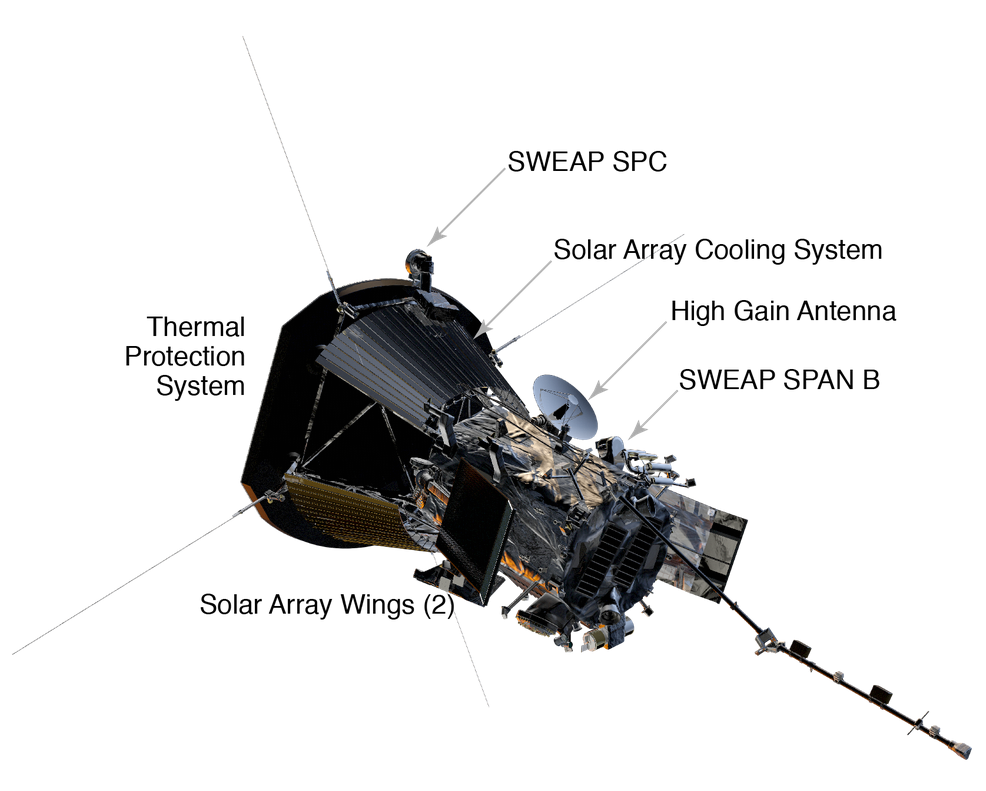
Face opposée.

## Instruments scientifiques
Pour pouvoir remplir ses objectifs, Solar Probe Plus emporte à la fois des instruments de télédétection destinés à observer la couronne solaire à distance et des instruments fonctionnant in situ pour collecter des données sur le milieu ambiant. Quatre suites instrumentales, représentant une masse totale d'environ 50 kg, ont été sélectionnées en septembre 2010.

### Coronographe WISPR
Le coronographe grand angle WISPR (Wide-field Imager for Solar PRobe) est une caméra grand angle fournissant des images tridimensionnelles de la couronne solaire et de l'héliosphère interne. Le champ de vue centré sur l'écliptique couvre la zone comprise entre 13,5° et 108° (direction du Soleil = 0°). L'instrument est monté sur le corps central du satellite de manière que le bouclier thermique joue le rôle de masque en occultant le Soleil et son voisinage immédiat. Le Soleil ayant un angle apparent de 12° lors du passage au plus près du Soleil, les 7,5° occultés supplémentaires (13,5 - 12/2) résultent d'une marge de 2° pour faire face à des anomalies de pointage du satellite et des contraintes géométriques de la plateforme et de masse de l'instrument. WISPR est monté sur la face située dans la direction de déplacement pour permettre l'identification de phénomènes visibles avant leur analyse par des instruments in situ. La partie optique est constituée en fait de deux télescopes, l'un couvrant la partie interne (13 à 53°), l'autre la partie externe (50 à 108°). L'image est produite par un CDD de 2048 × 1920 bits. Lors du passage au plus proche du Soleil, la résolution angulaire obtenue est de 17 secondes d'arc et le champ de vue s'étend de 2,2 à 20 rayons solaires ; WISPR est développé par le Naval Research Laboratory (Californie) sous la direction du professeur Russell Howard. Le Centre Spatial de Liège (Belgique) a œuvré sur la partie optique en anticipant la lumière parasite provenant des réflexions multiples non souhaitées. Il a également contribué au design optique des deux télescopes pour réduire la captation de cette lumière parasite. Un modèle de démonstration du bafflage des télescopes a été testé dans une des cuves du centre.

Schémas des instruments FIELDS et WISPR
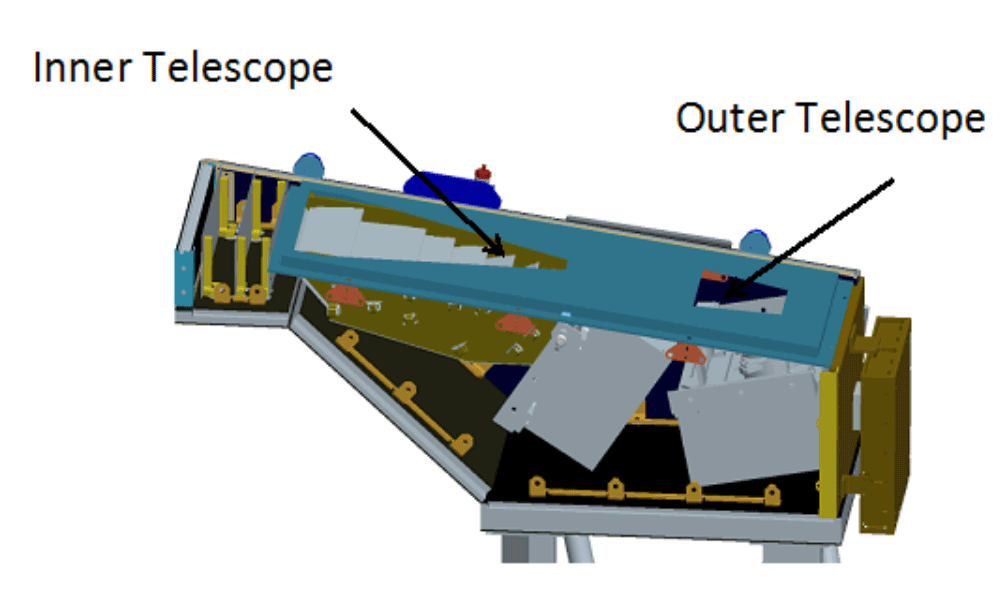
Coronographe WISPR
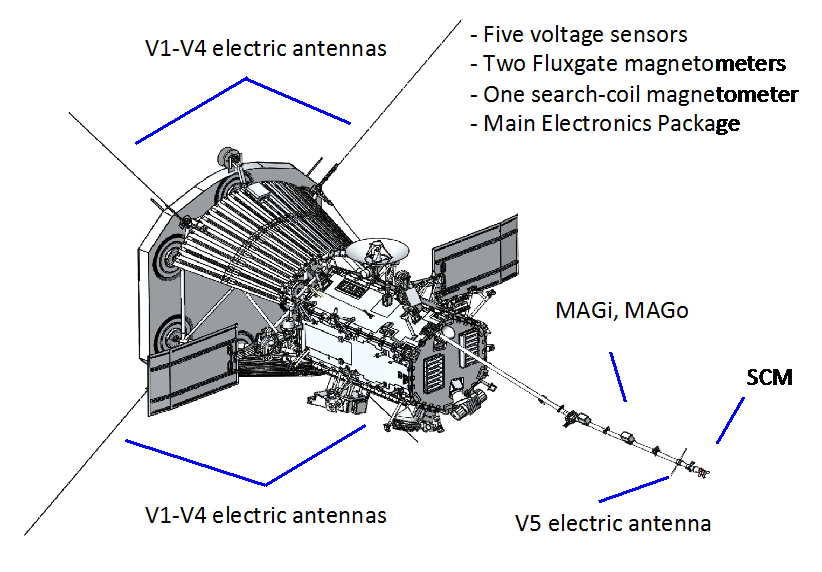
Position des capteurs des ondes de plasma, des champs magnétiques et électriques de l'instrument FIELDS

### Mesure des champs FIELDS

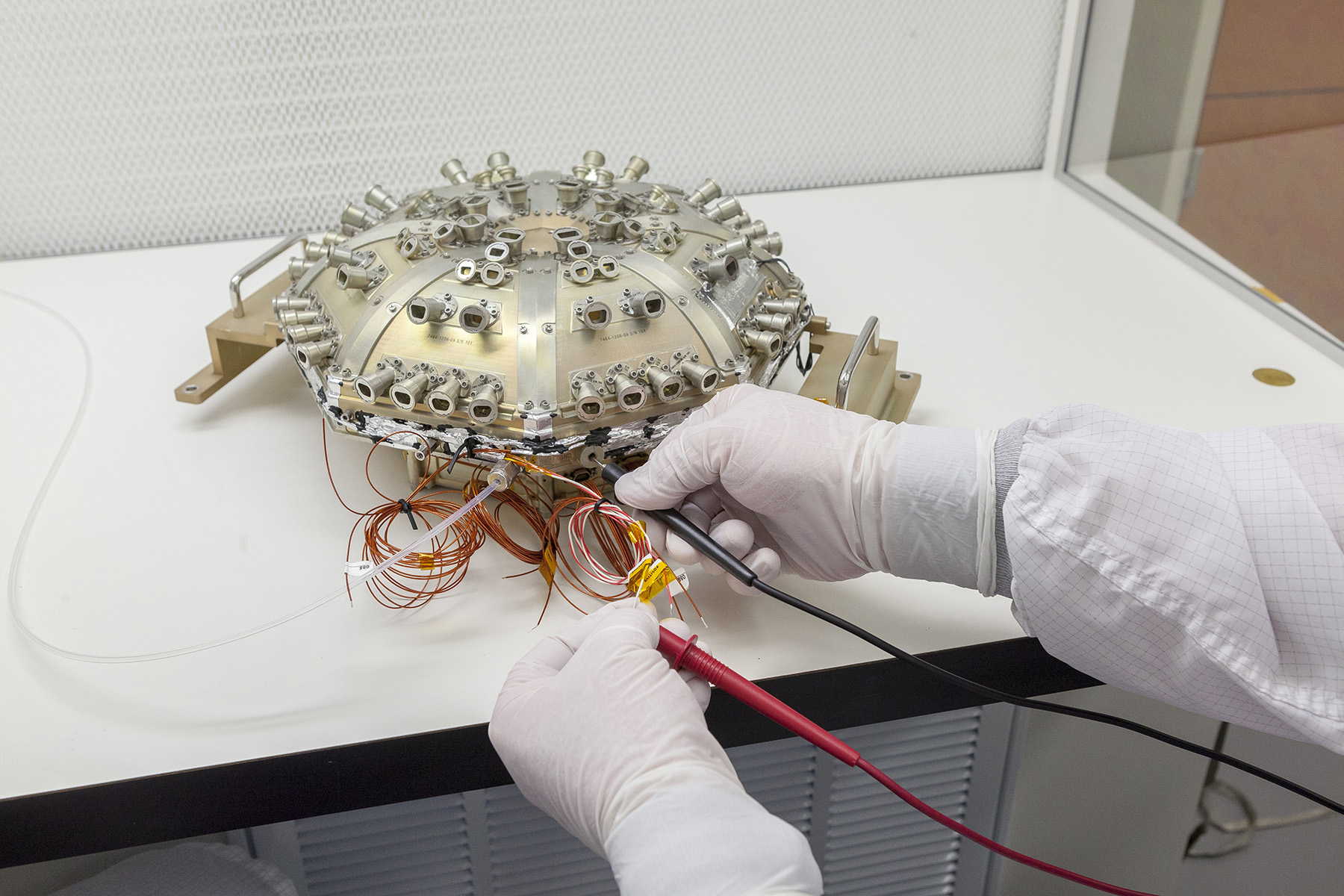
Capteur EPI-LO de l'instrument ISIS.

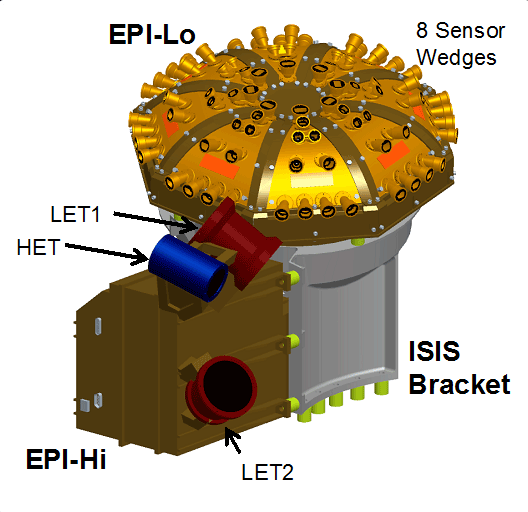
Analyseur de particules énergétiques ISIS.

La suite d'instruments FIELDS mesure les champs électriques et magnétique, les émissions d'ondes radio et les ondes de plasma. Cet instrument est également utilisé comme un détecteur de poussière spatiale. Les capteurs sont constitués par 5 antennes mesurant la tension électrique et trois magnétomètres effectuant des mesures sur une largeur de bande de 20 MHz et avec une plage dynamique de 140 dB. Quatre des cinq antennes sont fixées sous la base du bouclier thermique de manière symétrique et sont directement exposées au rayonnement du Soleil qui porte leur température à plus de 1 300 °C. La partie la plus longue (2 mètres) est constituée par un tube de 2 mètres en niobium C-103. Elle est prolongée par une section de 30 cm en molybdène. Cette dernière, protégée par un petit bouclier thermique, sert d'isolant à la fois électrique et thermique. La cinquième antenne plus courte est fixée sur le mât portant les capteurs des magnétomètres. Les trois magnétomètres sont fixés de manière espacée sur un mât long de 3,5 mètres déployé en orbite à l'arrière et dans le prolongement de la plateforme. L'instrument est développé par l'Université de Berkeley (Californie) sous la direction du professeur Stuart Bale. Sont associés les laboratoires français LESIA (observatoire de Paris) et LPC2E (Orléans).

### Mesure des particules énergétiques ISIS
ISIS (Integrated Science Investigation of the Sun) mesure les caractéristiques des particules présentes dans l'atmosphère solaire et l'héliosphère interne qui sont accélérées à des énergies élevées (de 10 keV à 100 MeV). Les données collectées sont utilisées pour déterminer l'origine des particules et les conditions qui ont abouti à leur accélération, le rôle des chocs, des reconnexions, des ondes des turbulences dans le processus d'accélération, la manière dont les particules énergétiques se propagent depuis la couronne solaire jusque dans l'héliosphère. L'instrument comprend deux capteurs. EPI-Lo mesure les caractéristiques des ions dont l'énergie est comprise entre 20 keV/nucléon et 15 MeV/particule et les électrons dont l'énergie est comprise entre 25 et 1 000 keV. EPI-Lo est composé de 80 petits capteurs chacun doté d'un champ de vue qui lui est propre et qui permet d'échantillonner pratiquement un hémisphère. EPI-Hi mesure les caractéristiques des ions dont l'énergie est comprise entre 1 et 200 MeV/particule et les électrons dont l'énergie est comprise entre 0,5  et   6 MeV. EPI-Hi est constitué de 3 télescopes qui ensemble fournissent 5 larges champs de vue. L'instrument est installé complètement à l'arrière (par rapport au Soleil) du satellite, du côté du sens de déplacement. L'emplacement retenu limite l'influence thermique du Soleil et les capteurs disposent ainsi d'un champ de vue allant jusqu'à 10° de la direction du Soleil. L'instrument est développé par l'Université de Princeton sous la direction du docteur David McComas.

### Mesure du vent solaire SWEAP
SWEAP (Solar Wind Electrons Alphas and Protons) mesure les caractéristiques des électrons, des protons et des ions d'hélium constituant l'essentiel du vent solaire. Les données collectées par l'instrument analysées avec celles fournies par les autres instruments doivent contribuer à élucider les mécanismes d'échauffement et d'accélération à l'œuvre dans la couronne solaire. SWEAP comprend 4 capteurs. SPC (Solar Probe Cup) est une cavité de Faraday qui mesure les flux et la direction d'arrivée des ions et des électrons en fonction de leur énergie. Le capteur est positionné face au Soleil en bordure du bouclier thermique de manière à être pleinement exposé et son champ de vue est de 60°. Les trois analyseurs électrostatiques de SPAN (Solar Probe Analyzers) mesurent le vecteur d'arrivée et la vitesse des électrons et des ions avec une résolution angulaire temporelle et énergétique élevée. Les deux capteurs SPAN-A mesurent les ions et les électrons dans la direction de déplacement du satellite et en direction du Soleil tandis que SPAN-B effectue des mesures limitées aux électrons dans la direction opposée au sens du déplacement. SWEAP est développé par l'Université du Michigan et le Harvard-Smithsonian Center for Astrophysics sous la direction du professeur Stuart Bale.

Schémas des capteurs SWEAP
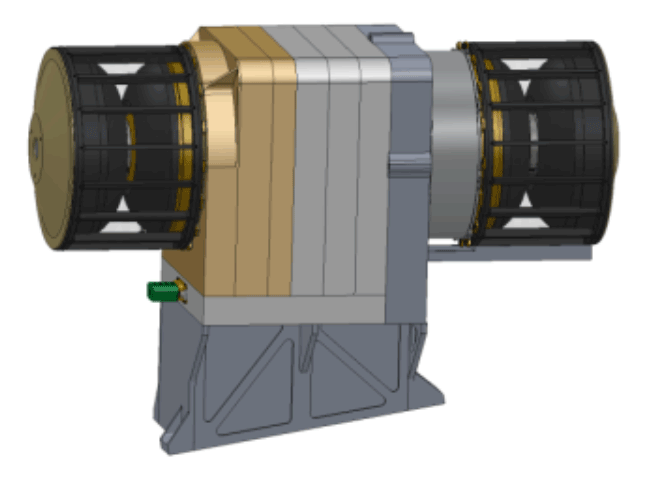
Instrument SWEAP SPAN-A+
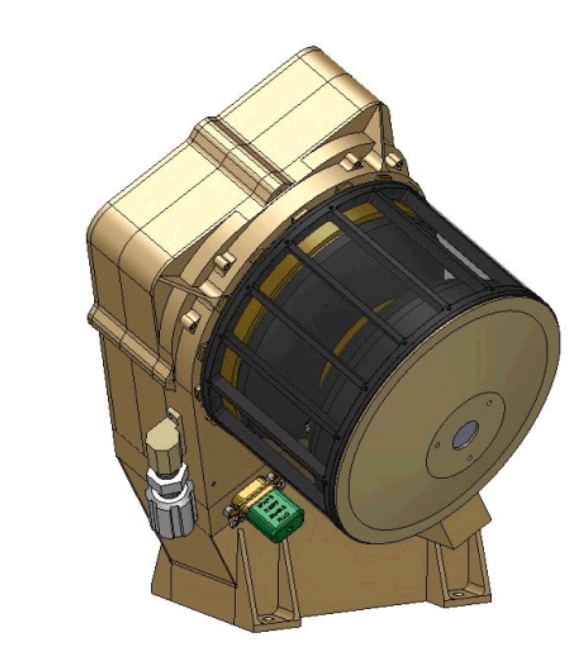
Instrument SWEAP SPAN-B
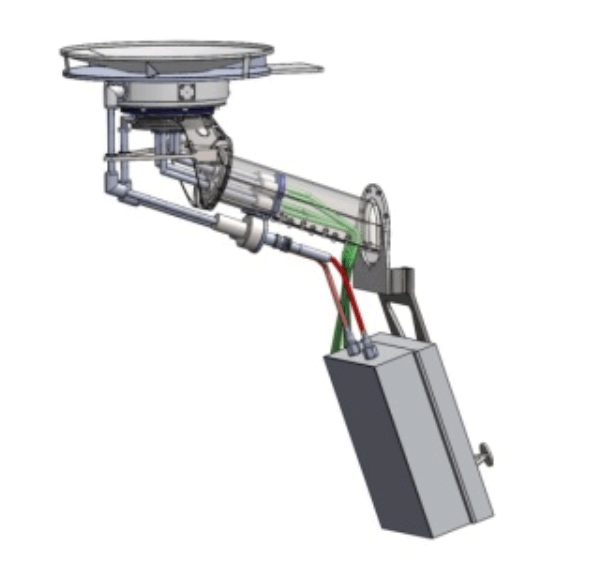
Instrument SWEAP SPC

## Hommage
En mars 2018, le public était invité à envoyer son nom au Soleil à bord de la première mission de l'humanité pour « toucher » une étoile. Au total, 1 137 202 noms sélectionnés ont été soumis et confirmés au cours de la période de sept semaines et demie, et une carte mémoire contenant les noms a été installée sur le vaisseau spatial le 18 mai 2018, soit trois mois avant le lancement prévu le 31 juillet. 2018, depuis le Kennedy Space Center de la NASA en Floride. Les personnes ayant été sélectionnées se voyaient recevoir individuellement de la part de la NASA un certificat numéroté unique daté avec leurs noms et représentant un ticket jaune et rouge sur fond noir. La carte était montée sur une plaque portant une dédicace et une citation de l'homonyme de la mission, l'héliophysicien Eugene Parker, qui a été le premier à théoriser l'existence du vent solaire. Il s'agit de la première mission de la NASA à porter le nom d'un individu vivant. Cette carte mémoire contient également des photos d'Eugene Parker, professeur émérite à l'Université de Chicago, et une copie de son article scientifique révolutionnaire de 1958. Une reproduction commémorative de la plaque portant une carte mémoire identique – moins les noms soumis – a été présentée à Eugene Parker au laboratoire de physique appliquée de l'Université Johns Hopkins en octobre 2017 par l'équipe de la mission.

Plaque et puce
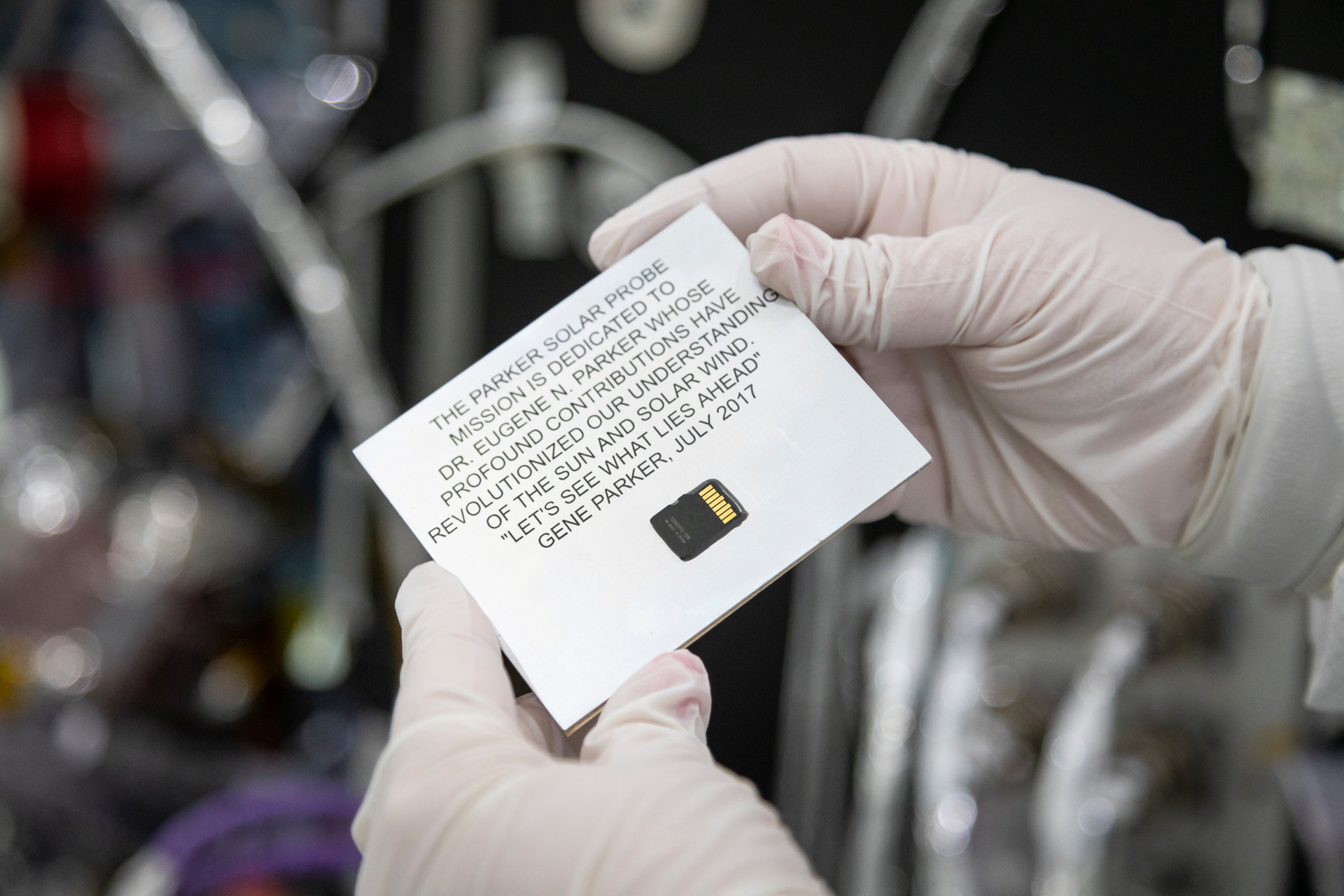
En plus d'une puce contenant les noms soumis, la plaque installée sur le vaisseau spatial Parker Solar Probe contient également une dédicace et une citation d'Eugene Parker. On y lit : "La mission Parker Solar Probe est dédiée au Dr Eugene N. Parker dont les contributions profondes ont révolutionné notre compréhension du Soleil et du vent solaire.
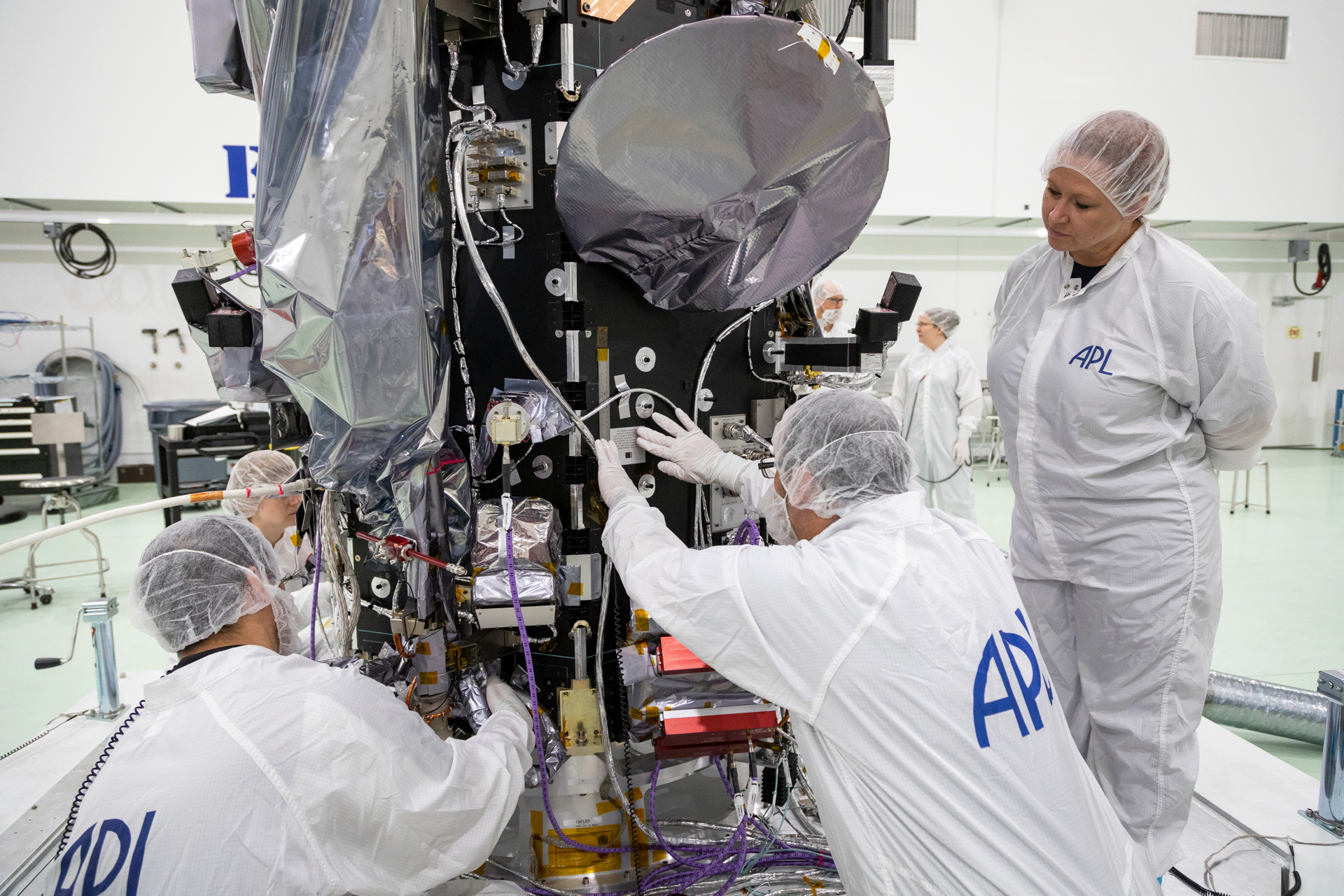
La plaque contenant les noms soumis pour voyager vers le Soleil est montée sous l'antenne parabolique à grand gain de la sonde spatiale (l'objet rond avec un revêtement gris), que le vaisseau spatial utilisera pour transmettre des données vers la Terre.

## Résultats
En 2024, la sonde Parker de la NASA a révélé que la couronne solaire, bien plus chaude que la surface du Soleil, pourrait être chauffée par des "lacets" magnétiques. Ces structures en "S", créées par des inversions du champ magnétique, libèrent de l'énergie en se déplaçant, réchauffant ainsi la couronne. De nouveaux survols testeront cette hypothèse.